# Guia (Cuiabá)
Guia é um distrito do município brasileiro de Cuiabá, capital do estado de Mato Grosso. Segundo o censo demográfico de 2022, realizado pelo Instituto Brasileiro de Geografia e Estatística (IBGE), sua população era de 4 484 habitantes e havia 1 599 domicílios particulares permanentes ocupados. Foi criado pela lei nº 211 de 12 de abril de 1904.
De acordo com o IBGE, em 2010 a população era de 3 777 habitantes e havia 1 489 domicílios particulares.